# Eurylaimus javanicus
Eurylaimus javanicus és una espècie d'ocell de la família dels eurilàimids (Eurylaimidae) que habita els boscos de les terres baixes del sud de Myanmar, Tailàndia, Cambodja, sud de Laos i del Vietnam, Malaia, Sumatra i Borneo (incloent petites illes properes) i Java.
Segons la Classificació del Handbook of the Birds of the World i BirdLife International Digital Checklist of the Birds of the World: (Versió 5, 2020). La població de l'illa de Java és en realitat una espècie diferent de la resta, quedant de la següent manera:
- Eurylaimus javanicus Horsfield, 1821 – becample de Java.[1]
- Eurylaimus harterti Van Oort, 1909 – becample ullblau.[2]